# Amtsgericht Kirchberg (Sachsen)
Das Amtsgericht Kirchberg war ein Gericht der ordentlichen Gerichtsbarkeit und ein Amtsgericht in Sachsen mit Sitz in Kirchberg.

## Geschichte
In Kirchberg bestand bis 1879 das Gerichtsamt Kirchberg als Eingangsgericht. Im Rahmen der Reichsjustizgesetze wurden 1879 im Königreich Sachsen die Gerichtsämter aufgehoben und Amtsgerichte, darunter das Amtsgericht Kirchberg, geschaffen. Der Gerichtssprengel umfasste Kirchberg, Bärenwalde, Burkersdorf mit Staudenhäusern, Culitzsch, Cunersdorf, Giegengrün, Haara, Hartmannsdorf bei Kirchberg, Hirschfeld, Jahnsgrün, Lauterhofen, Lauterholz, Leutersbach, Lichtenau, Niedercrinitz, Obercrinitz, Saupersdorf, Silberstraße, Stangengrün, Voigtsgrün, Wiesen, Wiesenburg, Wolfersgrün und das Hartmannsdorfer Forstrevier. Das Amtsgericht Kirchberg war eines von 16 Amtsgerichten im Bezirk des Landgerichtes Zwickau. Der Amtsgerichtsbezirk umfasste danach 18.705  Einwohner. Das Gericht hatte damals eine Richterstelle und war ein kleines Amtsgericht im Landgerichtsbezirk.
Kriegsbedingt wurde das Amtsgericht Kirchberg 1944 Zweiggericht des Amtsgerichtes Zwickau.